# Creeping Death
«Creeping Death» (англ. Повзуча смерть) — пісня гурту Metallica, випущена 1984 року. Ця пісня стала другим синглом другого альбому гурту — Ride the Lightning. Ця пісня є однією з найбільш популярних пісень гурту, її часто виконують на початку виступу.
Вона посідає перше місце в рейтингу 10 найкращих пісень групи Metallica усіх часів Guitar World. У 2014 році читачі журналу Rolling Stone визнали її п'ятою за найкращою піснею Metallica в опитуванні «10 найкращих пісень Metallica».

## Створення пісні
Гурт надихнула на цю пісню друга частина фільму «Десять заповідей», який базується на біблійній історії про десять кар єгипетських. Спостерігаючи за сценою останньої епідемії чуми, яка вбиває кожного єгипетського первістка, Кліфф Бертон зауважив: «Ой, це як повзуча смерть», оскільки чума була представлена туманом, що накочується на палац фараона. Гурту сподобалося звучання «повзучої смерті», і вони вирішили написати пісню про чуму, назвавши цю фразу.